# 童勝男
童勝男（1944年—），中華民國政治人物，曾任新竹市市長、臺灣省政府省政委員。現在從商。

## 從政經歷
童勝男原本在工業技術研究院化學工業研究所擔任正研究員，於1989年獲中國國民黨徵召提名參選新竹市市長選舉並當選。
新竹市市長第一任任內，宣示把新竹建立成「富而好禮」又見具現代化、科技的文化科學城。
1990年延續前任市長任富勇之規劃，將新竹市分為東區、北區、香山區等3區，並於3區轄內設置由市政府管轄派出機構之區公所。
1993年辦理「慶祝觀光節暨紀念王世傑先生開發竹塹303 年活動」；同年年底當選連任，成為升格後首位連任成功的市長。
第二任任內辦理諸多文化活動，如1994年「竹塹思想起」，1995年「竹塹國際玻璃節」，1996年以國民戲院為舞台的「風城情波」，1997年「竹籬笆的故事--竹籬笆的故事」
童勝男找來知名玻璃藝術工作者王俠軍籌辦了新竹市立玻璃工藝博物館與竹塹國際玻璃藝術節，並規劃影像博物館、眷村博物館，大大提升了新竹市的文藝知名度。 
1998年至2000年，童勝男任臺灣省政府省政委員。

## 從商經歷
2000年出任耀文電子副董事長兼任該公司總經理。2006年出任明達光電（廈門）公司董事長  。

## 外部連結
- 竹塹國際玻璃藝術節[永久]
- 新竹玻璃工藝博物館 （页面存档备份，存于）